# Collegio di Glasgow South West
Glasgow South West è un collegio elettorale scozzese della Camera dei Comuni del Parlamento del Regno Unito. Elegge un membro del Parlamento con il sistema maggioritario a turno unico. Il rappresentante del collegio, dal 2024, è il laburista Zubir Ahmed.

## Estensione
Il collegio di Glasgow South West comprende i ward della Città di Glasgow di Cardonald, Crookston, Darnley, Drumoyne, Govan, Ibrox, Mosspark, Nitshill, North Cardonald, Penilee e Pollok.
Glasgow South West è uno dei sette collegi che coprono l'area della Città di Glasgow; tutti sono interamente compresi in essa.
Prima delle elezioni del 2005, l'area era coperta da dieci collegi, due dei quali andavano oltre i confini municipali; l'area di Glasgow South West era inclusa nei collegi di Glasgow Pollok e Glasgow Govan. I collegi per l'elezione del Parlamento scozzese mantengono invece i confini dei vecchi collegi di Westminster.

## Membri del parlamento
| Elezione | Elezione | Deputato       | Partito         |
| -------- | -------- | -------------- | --------------- |
|          | 2005     | Ian Davidson   | Laburista Co-Op |
|          | 2015     | Chris Stephens | SNP             |
|          | 2024     | Zubir Ahmed    | Laburista       |

## Risultati elettorali

### Elezioni negli anni 2020
| Partito                    | Partito                                  | Candidato                  | Risultati 4 luglio 2024 | Risultati 4 luglio 2024 |
| Partito                    | Partito                                  | Candidato                  | Voti                    | %                       |
| -------------------------- | ---------------------------------------- | -------------------------- | ----------------------- | ----------------------- |
|                            | Laburista                                | Zubir Ahmed                | 15 552                  | 43,60                   |
|                            | SNP                                      | Chris Stephens             | 12 267                  | 34,39                   |
|                            | Verdi                                    | John Hamelink              | 2 727                   | 7,65                    |
|                            | Reform UK                                | Morag McRae                | 2 236                   | 6,27                    |
|                            | Conservatore                             | Mamun Rashid               | 1 387                   | 3,89                    |
|                            | Liberal Democratici                      | Paul McGarry               | 958                     | 2,69                    |
|                            | Alba                                     | Tony Osy                   | 542                     | 1,52                    |
|                            |                                          |                            |                         |                         |
| Iscritti                   | Iscritti                                 | Iscritti                   | 68 871                  | 100,00                  |
| ↳ Votanti (% su iscritti)  | ↳ Votanti (% su iscritti)                | ↳ Votanti (% su iscritti)  | 35 669                  | 51,79                   |
| ↳ Astenuti (% su iscritti) | ↳ Astenuti (% su iscritti)               | ↳ Astenuti (% su iscritti) | 33 202                  | 48,21                   |
|                            |                                          |                            |                         |                         |
|                            | Esito: collegio passa da SNP a Laburista |                            |                         |                         |

### Elezioni negli anni 2010
| Partito                    | Partito                          | Candidato                  | Risultati 12 dicembre 2019 | Risultati 12 dicembre 2019 |
| Partito                    | Partito                          | Candidato                  | Voti                       | %                          |
| -------------------------- | -------------------------------- | -------------------------- | -------------------------- | -------------------------- |
|                            | SNP                              | Chris Stephens             | 17 643                     | 47,88                      |
|                            | Laburista Co-Op                  | Matt Kerr                  | 12 743                     | 34,58                      |
|                            | Conservatore                     | Thomas Haddow              | 4 224                      | 11,46                      |
|                            | Lib Dem                          | Ben Denton-Cardrew         | 1 435                      | 3,89                       |
|                            | Brexit                           | Peter Brown                | 802                        | 2,18                       |
|                            |                                  |                            |                            |                            |
| Iscritti                   | Iscritti                         | Iscritti                   | 64 575                     | 100,00                     |
| ↳ Votanti (% su iscritti)  | ↳ Votanti (% su iscritti)        | ↳ Votanti (% su iscritti)  | 36 847                     | 57,06                      |
| ↳ Astenuti (% su iscritti) | ↳ Astenuti (% su iscritti)       | ↳ Astenuti (% su iscritti) | 27 728                     | 42,94                      |
|                            |                                  |                            |                            |                            |
|                            | Esito: collegio confermato a SNP |                            |                            |                            |

| Partito                    | Partito                          | Candidato                  | Risultati 8 giugno 2017 | Risultati 8 giugno 2017 |
| Partito                    | Partito                          | Candidato                  | Voti                    | %                       |
| -------------------------- | -------------------------------- | -------------------------- | ----------------------- | ----------------------- |
|                            | SNP                              | Chris Stephens             | 14 386                  | 40,66                   |
|                            | Laburista Co-Op                  | Matt Kerr                  | 14 326                  | 40,49                   |
|                            | Conservatore                     | Thomas Haddow              | 5 524                   | 15,61                   |
|                            | Lib Dem                          | Ben Denton-Cardrew         | 661                     | 1,87                    |
|                            | UKIP                             | Sarah Hemy                 | 481                     | 1,36                    |
|                            |                                  |                            |                         |                         |
| Iscritti                   | Iscritti                         | Iscritti                   | 62 950                  | 100,00                  |
| ↳ Votanti (% su iscritti)  | ↳ Votanti (% su iscritti)        | ↳ Votanti (% su iscritti)  | 35 378                  | 56,20                   |
| ↳ Astenuti (% su iscritti) | ↳ Astenuti (% su iscritti)       | ↳ Astenuti (% su iscritti) | 27 572                  | 43,80                   |
|                            |                                  |                            |                         |                         |
|                            | Esito: collegio confermato a SNP |                            |                         |                         |

| Partito                    | Partito                                        | Candidato                  | Risultati 7 maggio 2015 | Risultati 7 maggio 2015 |
| Partito                    | Partito                                        | Candidato                  | Voti                    | %                       |
| -------------------------- | ---------------------------------------------- | -------------------------- | ----------------------- | ----------------------- |
|                            | SNP                                            | Chris Stephens             | 23 388                  | 57,04                   |
|                            | Laburista Co-Op                                | Ian Davidson               | 13 438                  | 32,77                   |
|                            | Conservatore                                   | Gordon McCaskill           | 2 036                   | 4,97                    |
|                            | UKIP                                           | Sarah Hemy                 | 970                     | 2,37                    |
|                            | Verdi                                          | Sean Templeton             | 507                     | 1,24                    |
|                            | Lib Dem                                        | Isabel Nelson              | 486                     | 1,19                    |
|                            | Socialista                                     | Isabel Nelson              | 176                     | 0,43                    |
|                            |                                                |                            |                         |                         |
| Iscritti                   | Iscritti                                       | Iscritti                   | 66 344                  | 100,00                  |
| ↳ Votanti (% su iscritti)  | ↳ Votanti (% su iscritti)                      | ↳ Votanti (% su iscritti)  | 41 001                  | 61,80                   |
| ↳ Astenuti (% su iscritti) | ↳ Astenuti (% su iscritti)                     | ↳ Astenuti (% su iscritti) | 25 343                  | 38,20                   |
|                            |                                                |                            |                         |                         |
|                            | Esito: collegio passa da Laburista Co-Op a SNP |                            |                         |                         |

| Partito                    | Partito                                      | Candidato                  | Risultati 6 maggio 2010 | Risultati 6 maggio 2010 |
| Partito                    | Partito                                      | Candidato                  | Voti                    | %                       |
| -------------------------- | -------------------------------------------- | -------------------------- | ----------------------- | ----------------------- |
|                            | Laburista Co-Op                              | Ian Davidson               | 19 863                  | 62,50                   |
|                            | SNP                                          | Chris Stephens             | 5 192                   | 16,34                   |
|                            | Lib Dem                                      | Isabel Nelson              | 2 870                   | 9,03                    |
|                            | Conservatore                                 | Maya Forrest               | 2 084                   | 6,56                    |
|                            | Solidarity (TUSC)                            | Tommy Sheridan             | 931                     | 2,93                    |
|                            | BNP                                          | David Orr                  | 841                     | 2,65                    |
|                            |                                              |                            |                         |                         |
| Iscritti                   | Iscritti                                     | Iscritti                   | 58 206                  | 100,00                  |
| ↳ Votanti (% su iscritti)  | ↳ Votanti (% su iscritti)                    | ↳ Votanti (% su iscritti)  | 31 781                  | 54,60                   |
| ↳ Astenuti (% su iscritti) | ↳ Astenuti (% su iscritti)                   | ↳ Astenuti (% su iscritti) | 26 425                  | 45,40                   |
|                            |                                              |                            |                         |                         |
|                            | Esito: collegio confermato a Laburista Co-Op |                            |                         |                         |

### Elezioni negli anni 2000
| Partito                    | Partito                                            | Candidato                  | Risultati 5 maggio 2005 | Risultati 5 maggio 2005 |
| Partito                    | Partito                                            | Candidato                  | Voti                    | %                       |
| -------------------------- | -------------------------------------------------- | -------------------------- | ----------------------- | ----------------------- |
|                            | Laburista Co-Op                                    | Ian Davidson               | 18 653                  | 60,22                   |
|                            | Lib Dem                                            | James Dornan               | 4 757                   | 15,36                   |
|                            | SNP                                                | Katy Gordon                | 3 593                   | 11,60                   |
|                            | Conservatore                                       | Scott Brady                | 1 786                   | 5,77                    |
|                            | Socialista                                         | Keith Baldassara           | 1 666                   | 5,38                    |
|                            | Independent Green Voice                            | Alistair McConnachie       | 379                     | 1,22                    |
|                            | Laburista Socialista                               | Violet Shaw                | 143                     | 0,46                    |
|                            |                                                    |                            |                         |                         |
| Iscritti                   | Iscritti                                           | Iscritti                   | 61 954                  | 100,00                  |
| ↳ Votanti (% su iscritti)  | ↳ Votanti (% su iscritti)                          | ↳ Votanti (% su iscritti)  | 31 781                  | 51,30                   |
| ↳ Astenuti (% su iscritti) | ↳ Astenuti (% su iscritti)                         | ↳ Astenuti (% su iscritti) | 30 173                  | 48,70                   |
|                            |                                                    |                            |                         |                         |
|                            | Esito: collegio a Laburista Co-Op (nuovo collegio) |                            |                         |                         |

## Risultati dei referendum

### Referendum sulla permanenza del Regno Unito nell'Unione europea del 2016
|        | Collegio           | Lasciare UE % | Rimanere in UE % |
| ------ | ------------------ | ------------- | ---------------- |
|        | Glasgow South West | 40,9%         | 59,1%            |
| Scozia | 38,0%              | 62,0%         |                  |
|        | Regno Unito        | 51,9%         | 48,1%            |